# Granitzenbach
Der Granitzenbach ist ein etwa 33 km langes Fließgewässer in den Seetaler Alpen im gebirgigen Westen der Steiermark (Österreich). Er mündet zwischen der Bezirkshauptstadt Judenburg und Knittelfeld in die Mur.
Der Oberlauf namens Schmelzbach entspringt gut 5 km nördlich vom Zirbitzkogel, dem mit 2396 m ü. A. höchsten Gipfel der Seetaler Alpen, und nimmt bereits ein wasserreiches Einzugsgebiet von etwa 30–40 km² ein. Der Bach fließt zunächst ostwärts, dann in einem Graben, der unterhalb des Bergdorfes Sankt Wolfgang-Kienberg beginnt, und nun südöstlich an der langgestreckten Granitzen (circa 1400 m) vorbei über Rötsch bis ins Ortsgebiet von Obdach (877 m).
Etwas nordwestlich des Obdacher Sattels wendet sich der Flusslauf auf den letzten 20 km nach Norden, passiert Deixelberg und die Burg Eppenstein, um schließlich bei Weißkirchen das obere Murtal zu erreichen. Hier mündet das nun schon stattliche Gewässer bei Zeltweg in die Mur.
Bedeutende Zubringer sind der Kralbach, der Lauslingbach, der Kienbergbach, der Kathalbach, der Schwarzenbach und der Feistritzbach.
Die erste schriftliche Erwähnung findet der Granitzenbach im Jahr 1184 (inter duas Chraedniz). Der Name leitet sich vom slawischen *Gradъnica mit der Bedeutung 'Burg-Bach' ab.